# 铁锈战争
《铁锈战争》，是一款即时战略游戏，由Corroding Games开发并发行，由Luke Hoschke制作。游戏于2011年11月20日首次发行Android版，Windows、Linux、macOS版于2017年7月15日通过Steam发行。设计灵感来自于《命令与征服》和《横扫千军》。

## 游戏简介
在《铁锈战争》中，玩家需要和玩家或人机进行对抗，壮大自身阵营的实力，消灭对手，取得胜利。
玩家可以和电脑对战，一共有6种难度级别供玩家挑战，分别有非常简单、简单、中等、困难、非常困难及不可能。难度决定电脑（AI）获取资金的速度——例如困难难度下，AI获取资金的速度是玩家的1.4倍。
在单人模式中，玩家可以游玩战役、遭遇战、挑战、生存四种模式。战役模式中，玩家从10张战役地图中选择其一进行挑战。遭遇战模式中，盟友与敌方数量可以任意调整；挑战模式和战役模式类似，但难度更大且仅能调整AI难度。生存模式中，玩家需迎击无限出现的敌人，直到己方指挥中心被攻破，游戏结束。
在多人模式中，玩家可以各自对战，用实力说话，也可以与他人并肩作战，击败敌人。玩家在使用游戏开发者提供的官方房间的同时，也可以创建自己的服务器。
与《我的世界》相似，玩家可以自制模组（mod）和游戏地图，大大地提高了游戏的可玩性。许多模组或地图作者会将自己制作的模组与地图分享出去，供玩家游玩。
《铁锈战争》中具有大量的兵种与建筑，可按游戏分为四大类：陆上单位、空中单位、海上单位（包括水中的单位，如潜艇）、实验型单位以及虫族单位（bio，为隐藏单位，在沙盒中可见）。

## 游戏配置

#### windows
最低配置:
操作系统: Windows XP or later
处理器: 1.8GHz single core
内存: 2 GB RAM
存储空间: 需要 300 MB 可用空间

#### linux
最低配置:
操作系统: Linux (64 bit)
处理器: 1.8GHz single core
内存: 2 GB RAM
存储空间: 需要 300 MB 可用空间

#### Mac OS X
最低配置:
操作系统: OS X version 10.7 (Lion), or later.
处理器: 1.8GHz single core
内存: 2 GB RAM
存储空间: 需要 300 MB 可用空间

## 版本信息
最新测试版本：1.15p11 
最新正式版本：1.15 

## 模组与地图
铁锈战争的模组是用.ini文件来编写的，安装需要打包成.zip压缩文件格式才能被读取。较新版本改用.rwmod后缀，但本质还是.zip文件。文件还包括说明信息文件和图像文件等等。手机模组安装目录在/storage/emulated/0/rustedWarfare/units。
地图是使用Tiled或NotTiled进行编辑的。主要包括Ground、Item、Units和触发层组成。地图文件后缀是.tmx，采用xml储存数据，其中文件中不能含有xml注释。手机地图安装目录在/storage/emulated/0/rustedWarfare/maps。
注：文件夹路径在1.15有所改动。

## 资源链接
- 官方网站 （英文）

- 铁锈百科 （中文）

1. ↑  Google. .   [2022-11-05]. （原始内容存档于2022-11-05） （中文）.
2. ↑  Google. . Google Play. 谷歌.   [2022-11-13]. （原始内容存档于2022-11-13） （中文）.